# Cryptorhamphidae
Cryptorhamphidae es una familia de insectos hemípteros del infraorden Pentatomomorpha.

## Géneros
- Cryptorhamphus
- Gonystus